# След сватбата
„След сватбата“ (на датски: Efter brylluppet) е датско-британско-шведски филм от 2006 година, драма на режисьорката Сузане Бриър по сценарий на Андерс Томас Йенсен.
В центъра на сюжета е датски възпитател в сиропиталище в Индия, който след дълги години се връща в Дания по покана на потенциален дарител, за да установи, че той е женен за някогашната му приятелка и е отгледал дъщеря му, за чието съществуване той не знае. Главните роли се изпълняват от Мадс Микелсен, Ролф Ласгорд, Сидсе Бабет Кнутсен, Стине Фишер Кристенсен.
„След сватбата“ е номиниран за „Оскар“ за чуждоезичен филм, както и за Европейски филмови награди за най-добър режисьор и актьор.